# Anis Ben Khaled
Anis Ben Khaled (ar. أنيس بن خالد; ur. 3 listopada 1979) – tunezyjski judoka. Uczestnik mistrzostw świata w 2013 i 2015. Startował w Pucharze Świata w 2015, 2016 i 2022. Wicemistrz igrzysk afrykańskich w 2015. Zdobył pięć medali na mistrzostwach Afryki w latach 2011 - 2021. Piąty igrzyskach śródziemnomorskich w 2018 roku.